# فيتور بلفور
فيتور فييرا بلفور (ˈvitoʁ viˈejɾɐ bɛwˈfɔʁ؛ مواليد 1 أبريل 1977) هو ملاكم محترف مُقاتل فنون قتالية مختلطة مُعتزل نافس في يو إف سي، حيث نافس في فئات الوزن الثقيل ووزن خفيف الثقيل والوزن المتوسط. وهو بطل بطولة يو إف سي 12 للوزن الثقيل، بالإضافة إلى كونه بطل يو إف سي لوزن خفيف الثقيل السابق وبطل العالم للوزن الخفيف الثقيل في قفص الغضب. يُعرف بلفور بقوة ضرباته القاضية المتفجرة، ويحتل المركز الخامس في أكثر الإنهاءات في تاريخ يو إف سي بأربعة عشر إنهاء. نافس بلفور أيضًا لصالح منظمات بطولة برايد فايتنغ وسترايك فورس وأفليكشن وقفص المحاربين.

## البطولات والإنجازات

### فنون القتال المختلطة
- يو إف سي
  - بطولة يو إف سي لوزن خفيف الثقيل (مرة واحدة)
  - بطولة يو إف سي 12 للوزن الثقيل
  - أفضل ضربة قاضية في الليلة (خمس مرات)
  - أداء الليلة (مرة واحدة)
  - ثالث أكثر عدد من الضربات القاضية في تاريخ يو إف سي (12)
  - أكبر عدد من النهايات في الجولة الأولى في تاريخ يو إف سي (13)
  - أصغر فائز ببطولة يو إف سي (19 عامًا و313 يومًا)
  - جوائز النصف الأول من عام 2013: أفضل مقاتل في النصف الأول من عام 2013[6]
- قفص الغضب
  - بطولة العالم لوزن خفيف الثقيل في قفص الغضب (مرة واحدة)
- جوائز فنون القتال المختلطة العالمية
  - أفضل ضربة قاضية في العام 2013 ضد لوك روكهولد في يو إف سي على إف إكس: بيلفور ضد روكهولد[7]
- شيردوغ
  - الفريق الأول لكل العنف 2013[8]

### تصارع الإخضاع
- بطولة العالم للمصارعة الحرة إيه دي سي سي
  - إيه دي سي سي 2001 القسم المطلق – الميدالية البرونزية

## سجل فنون القتال المختلطة
| السجل المهني |        |          |
| 41 نزال      | 26 فوز | 14 خسارة |
| ضربة قاضية   | 18     | 7        |
| إخضاع        | 3      | 2        |
| قرار القضاة  | 5      | 5        |
| بدون قرار    | 1      | 1        |

| النتيجة | السجل     | الخصم           | الطريقة                                  | الحدث                                     | التاريخ        | الجولة | الوقت | المكان                                    | الملاحظات |
| ------- | --------- | --------------- | ---------------------------------------- | ----------------------------------------- | -------------- | ------ | ----- | ----------------------------------------- | --- |
| خسر     | 26–14 (1) | ليوتو ماتشيدا   | ضربة قاضية (ركلة أمامية)                 | يو إف سي 224                              | 12 مايو 2018   | 2      | 1:00  | ريو دي جانيرو، البرازيل                   | أعلن بيلفورت اعتزاله بعد النزال.                                                                                          |
| فاز     | 26–13 (1) | نيت ماركوارت    | قرار القضاة (بالإجماع)                   | يو إف سي 212                              | 3 يونيو 2017   | 3      | 5:00  | ريو دي جانيرو، البرازيل                   | |
| ب.ف     | 25–13 (1) | كيلفن غاستلوم   | بدون فائز (انقلبت)                       | يو إف سي ليلة القتال: بيلفور ضد غاستلوم   | 11 مارس 2017   | 1      | 3:52  | فورتاليزا، البرازيل                       | في الأصل كان الفوز بالضربة الفنية القاضية (باللكمات) لصالح غاستيلوم؛ ولكن تم إلغاؤه بعد أن ثبتت إصابته بمستحضر المرجوانا. |
| خسر     | 25–13     | جيجارد موساسي   | ضربة فنية قاضية (باللكمات)               | يو إف سي 204                              | 8 أكتوبر 2016  | 2      | 2:43  | مانشستر، إنجلترا                          | |
| خسر     | 25–12     | رونالدو سوزا    | ضربة فنية قاضية (باللكمات)               | يو إف سي 198                              | 14 مايو 2016   | 1      | 4:38  | كوريتيبا، البرازيل                        | |
| فاز     | 25–11     | دان هندرسون     | ضربة قاضية (باللكمات)                    | يو إف سي ليلة القتال: بيلفور ضد هندرسون 3 | 7 نوفمبر 2015  | 1      | 2:07  | ساو باولو، البرازيل                       | أداء الليلة. |
| خسر     | 24–11     | كريس ويدمان     | ضربة فنية قاضية (باللكمات)               | يو إف سي 187                              | 23 مايو 2015   | 1      | 2:53  | لاس فيغاس، نيفادا، الولايات المتحدة       | على لقب بطولة يو إف سي للوزن المتوسط.                                                                                     |
| فاز     | 24–10     | دان هندرسون     | ضربة قاضية (ركلة رأس)                    | يو إف سي ليلة القتال: بيلفور ضد هندرسون 2 | 9 نوفمبر 2013  | 1      | 1:17  | غويانيا، البرازيل                         | نزال في وزن خفيف الثقيل. قتال الليلة.                                                                                     |
| فاز     | 23–10     | لوك روكهولد     | ضربة قاضية (ركلة الكعب الدوارة واللكمات) | يو إف سي على إف إكس: بيلفور ضد روكهولد    | 18 مايو 2013   | 1      | 2:32  | خاراغوا دو سول، البرازيل                  | قتال الليلة. |
| فاز     | 22–10     | مايكل بيسبنغ    | ضربة فنية قاضية (ركلة الرأس واللكمات)    | يو إف سي على إف إكس: بيلفور ضد بيسبنغ     | 19 يناير 2013  | 2      | 1:27  | ساو باولو، البرازيل                       | العودة للوزن المتوسط. قتال الليلة.                                                                                        |
| خسر     | 21–10     | جون جونز        | إخضاع (قفل المفتاح)                      | يو إف سي 152                              | 22 سبتمبر 2012 | 4      | 0:54  | تورنتو، أونتاريو، كندا                    | على لقب بطولة يو إف سي لوزن خفيف الثقيل.                                                                                  |
| فاز     | 21–9      | أنتوني جونسون   | إخضاع (خنق خلفي عاري)                    | يو إف سي 142                              | 14 يناير 2012  | 1      | 4:49  | ريو دي جانيرو، البرازيل                   | نزال في وزن غير محدد (197 رطل)؛ جونسون فشل أخفق بالوزن.                                                                   |
| فاز     | 20–9      | يوشيهيرو أكياما | ضربة قاضية (باللكمات)                    | يو إف سي 133                              | 6 أغسطس 2011   | 1      | 1:52  | فيلادلفيا، بنسلفانيا، الولايات المتحدة    | قتال الليلة. |
| خسر     | 19–9      | أندرسون سيلفا   | ضربة قاضية (ركلة أمامية ولكمات)          | يو إف سي 126                              | 5 فبراير 2011  | 1      | 3:25  | لاس فيغاس، نيفادا، الولايات المتحدة       | على لقب بطولة يو إف سي للوزن المتوسط.                                                                                     |
| فاز     | 19–8      | ريتش فرانكلين   | ضربة فنية قاضية (باللكمات)               | يو إف سي 103                              | 19 سبتمبر 2009 | 1      | 3:02  | دالاس، تكساس، الولايات المتحدة            | نزال في وزن غير محدد (195 رطل). قتال الليلة.                                                                              |
| فاز     | 18–8      | مات ليندلاند    | ضربة قاضية (باللكمات)                    | أفليكشن: يوم الحساب                       | 24 يناير 2009  | 1      | 0:37  | آناهايم، كاليفورنيا، الولايات المتحدة     | |
| فاز     | 17–8      | تيري مارتن      | ضربة قاضية (باللكمات)                    | أفليكشن: محظور                            | 19 يوليو 2008  | 2      | 3:12  | آناهايم، كاليفورنيا، الولايات المتحدة     | أول ظهور في الوزن المتوسط.                                                                                                |
| فاز     | 16–8      | جيمس زيكيك      | قرار القضاة (بالإجماع)                   | قفص القتال 23                             | 22 سبتمبر 2007 | 3      | 5:00  | لندن، إنجلترا                             | فاز بلقب بطولة قفص القتال لوزن خفيف الثقيل.                                                                               |
| فاز     | 15–8      | إيفان سيراتي    | ضربة فنية قاضية (باللكمات)               | قفص القتال 21                             | 21 أبريل 2007  | 1      | 3:47  | لندن، إنجلترا                             | |
| خسر     | 14–8      | دان هندرسون     | قرار القضاة (بالإجماع)                   | برايد 32: الصفقة الحقيقية                 | 21 أكتوبر 2006 | 3      | 5:00  | لاس فيغاس، نيفادا، الولايات المتحدة       | أظهرت نتائج اختبار بيلفور إيجابية لارتفاع مستوى هرمون التستوستيرون.                                                       |
| فاز     | 14–7      | كازو تاكاهاشي   | ضربة قاضية (بلكمة)                       | برايد: العد التنازلي المطلق الحرج         | 1 يوليو 2006   | 1      | 0:36  | سايتاما، اليابان                          | |
| خسر     | 13–7      | أليستير أوفيريم | قرار القضاة (بالإجماع)                   | سترايك فورس: الانتقام                     | 9 يونيو 2006   | 3      | 5:00  | سان خوسيه، كاليفورنيا، الولايات المتحدة   | نزال في وزن غير محدد (210 رطل).                                                                                           |
| فاز     | 13–6      | أنطوني ريا      | ضربة قاضية (باللكمات)                    | قفص القتال 14                             | 3 ديسمبر 2005  | 2      | 1:14  | لندن، إنجلترا                             | |
| خسر     | 12–6      | أليستير أوفيريم | إخضاع (خنق المقصلة)                      | برايد: القضاء التام 2005                  | 23 أبريل 2005  | 1      | 9:36  | أوساكا، اليابان                           | |
| خسر     | 12–5      | تيتو أورتيز     | قرار القضاة (بالانقسام)                  | يو إف سي 51                               | 5 فبراير 2005  | 3      | 5:00  | لاس فيغاس، نيفادا، الولايات المتحدة       | |
| خسر     | 12–4      | راندي كوتور     | ضربة فنية قاضية (إيقاف الطبيب)           | يو إف سي 49                               | 21 أغسطس 2004  | 3      | 5:00  | لاس فيغاس، نيفادا، الولايات المتحدة       | خسر لقب بطولة يو إف سي لوزن خفيف الثقيل.                                                                                  |
| فاز     | 12–3      | راندي كوتور     | ضربة فنية قاضية (إيقاف الطبيب)           | يو إف سي 46                               | 31 يناير 2004  | 1      | 0:49  | لاس فيغاس، نيفادا، الولايات المتحدة       | فاز بلقب بطولة يو إف سي لوزن خفيف الثقيل.                                                                                 |
| فاز     | 11–3      | مارفن إيستمان   | ضربة فنية قاضية (بالركبتين واللكمات)     | يو إف سي 43                               | 6 يونيو 2003   | 1      | 1:07  | لاس فيغاس، نيفادا، الولايات المتحدة       | |
| خسر     | 10–3      | تشاك ليدل       | قرار القضاة (بالإجماع)                   | يو إف سي 37.5                             | 22 يونيو 2002  | 3      | 5:00  | لاس فيغاس، نيفادا، الولايات المتحدة       | العودة لوزن خفيف الثقيل.                                                                                                  |
| فاز     | 10–2      | جوستين هيرنغ    | قرار القضاة (بالإجماع)                   | برايد 14: صراع الجبابرة                   | 27 مايو 2001   | 3      | 5:00  | يوكوهاما، اليابان                         | |
| فاز     | 9–2       | بوبي ساوثوورث   | إخضاع (خنق خلفي عاري)                    | برايد 13: دورة الاصطدام                   | 25 مارس 2001   | 1      | 4:09  | سايتاما، اليابان                          | |
| فاز     | 8–2       | دايجيرو ماتسوي  | قرار القضاة (بالإجماع)                   | برايد 10: عودة المحاربين                  | 27 أغسطس 2000  | 2      | 10:00 | سايتاما، اليابان                          | |
| فاز     | 7–2       | جيلبرت إيفيل    | قرار القضاة (بالإجماع)                   | برايد 9: دم جديد                          | 4 يونيو 2000   | 2      | 10:00 | ناغويا، اليابان                           | |
| خسر     | 6–2       | كازوشي ساكورابا | قرار القضاة (بالإجماع)                   | برايد 5                                   | 29 أبريل 1999  | 2      | 10:00 | ناغويا، اليابان                           | العودة للوزن الثقيل. |
| فاز     | 6–1       | واندرلي سيلفا   | ضربة فنية قاضية (باللكمات)               | يو إف سي البرازيل                         | 16 أكتوبر 1998 | 1      | 0:44  | ساو باولو، البرازيل                       | أول ظهور في وزن خفيف الثقيل.                                                                                              |
| فاز     | 5–1       | جو تشارلز       | إخضاع (الضغط على الذراع)                 | UFC Japan                                 | 21 ديسمبر 1997 | 1      | 4:03  | يوكوهاما، اليابان                         | |
| خسر     | 4–1       | راندي كوتور     | ضربة فنية قاضية (باللكمات)               | يو إف سي 15                               | 17 أكتوبر 1997 | 1      | 8:16  | باي سانت لويس، ميسيسيبي، الولايات المتحدة | الفائز سيُنافس على لقب بطولة يو إف سي للوزن الثقيل.                                                                        |
| فاز     | 4–0       | تانك أبوت       | ضربة فنية قاضية (باللكمات)               | يو إف سي 13                               | 30 مايو 1997   | 1      | 0:52  | أوغستا، جورجيا، الولايات المتحدة          | |
| فاز     | 3–0       | سكوت فيروزو     | ضربة فنية قاضية (باللكمات)               | يو إف سي 12                               | 7 فبراير 1997  | 1      | 0:43  | دوثان، ألاباما، الولايات المتحدة          | فاز ببطولة يو إف سي 12 للوزن الثقيل.                                                                                      |
| فاز     | 2–0       | ترا تيليجمان    | ضربة فنية قاضية (قطع)                    | يو إف سي 12                               | 7 فبراير 1997  | 1      | 1:17  | دوثان، ألاباما، الولايات المتحدة          | نصف نهائي بطولة يو إف سي 12 للوزن الثقيل.                                                                                 |
| فاز     | 1–0       | جون هيس         | ضربة قاضية (باللكمات)                    | سوبر براول 2                              | 11 أكتوبر 1996 | 1      | 0:12  | هونولولو، هاواي، الولايات المتحدة         | |

## نزالات الدفع مقابل المشاهدة
| #               | الحدث           | القتال            | التاريخ         | المكان                       | المدينة                             | المبلغ    |
| --------------- | --------------- | ----------------- | --------------- | ---------------------------- | ----------------------------------- | --------- |
| 1.              | يو إف سي 46     | كوتور ضد بلفور 2  | 31 يناير 2004   | ميشيلوب ألترا أرينا          | لاس فيغاس، نيفادا، الولايات المتحدة | 80،000    |
| 2.              | يو إف سي 49     | بلفور ضد كوتور 3  | 21 أغسطس 2004   | إم جي إم جراند جاردن أرينا   | لاس فيغاس، نيفادا، الولايات المتحدة | 80،000    |
| 3.              | يو إف سي 51     | أورتيز ضد بلفور   | 5 فبراير 2005   | ميشيلوب ألترا أرينا          | لاس فيغاس، نيفادا، الولايات المتحدة | 105،000   |
| 4.              | يو إف سي 103    | فرانكلين ضد بلفور | 19 سبتمبر 2009  | مركز الخطوط الجوية الأمريكية | دالاس، تكساس، الولايات المتحدة      | 375،000   |
| 5.              | يو إف سي 126    | سيلفا ضد بلفور    | 5 فبراير 2011   | ميشيلوب ألترا أرينا          | لاس فيغاس، نيفادا، الولايات المتحدة | 725،000   |
| 6.              | يو إف سي 152    | جونز ضد بلفور     | 22 سبتمبر 2012  | مركز طيران كندا              | تورنتو، أونتاريو، كندا              | 450،000   |
| إجمالي المبيعات | إجمالي المبيعات | إجمالي المبيعات   | إجمالي المبيعات | إجمالي المبيعات              | إجمالي المبيعات                     | 1،790،000 |

## سجل الملاكمة

### احترافي
| 2 نزال       | 2 فوز | 0 خسارة |
| ------------ | ----- | ------- |
| ضربة القاضية | 1     | 0       |
| قرار القضاة  | 1     | 0       |

| # | النتيجة | السجل | الخصم            | النوع         | الجولة، الوقت | التازيه       | العمر             | الموقع                                                  | الملاحظات |
| - | ------- | ----- | ---------------- | ------------- | ------------- | ------------- | ----------------- | ------------------------------------------------------- | --------- |
| 2 | فاز     | 2–0   | رونالدو سوزا     | قرار بالإجماع | 6             | 1 أبريل 2023  | 46 سنوات و0 أيام  | فيسيرف فورم، ميلواكي، ويسكنسن،                          |           |
| 1 | فاز     | 1–0   | خوسيه ماريو نيفز | ضربة قاضية    | 1 (4)، 1:01   | 11 أبريل 2006 | 29 سنوات و10 أيام | صالة أنطونيو بالبينو الرياضية، سلفادور، باهيا، البرازيل |           |

### استعراضي
| 1 نزال       | 1 فوز | 0 خسارة |
| ------------ | ----- | ------- |
| ضربة القاضية | 1     | 0       |

| # | النتيجة | السجل | الخصم            | النوع           | الجولة، الوقت | التازيه        | العمر              | الموقع                                                                    | الملاحظات |
| - | ------- | ----- | ---------------- | --------------- | ------------- | -------------- | ------------------ | ------------------------------------------------------------------------- | --------- |
| 1 | فاز     | 1–0   | إيفاندر هوليفيلد | ضربة فنية قاضية | 1 (8)، 1:49   | 11 سبتمبر 2021 | 44 سنوات و193 أيام | فندق سيمينول هارد روك وكازينو هوليوود، هوليوود، فلوريدا، الولايات المتحدة |           |

## وصلات خارجية
- فيتور بلفور على موقع IMDb (الإنجليزية)
- فيتور بلفور على موقع قاعدة بيانات الفيلم (الإنجليزية)
- فيتور بلفور على موقع بوكس ريك (الإنجليزية) (registration required)
- فيتور بلفور على موقع يو إف سي (الإنجليزية)
- فيتور بلفور على موقع شيردوغ (الإنجليزية)
- فيتور بلفور على موقع Tapology.com (الإنجليزية)

| الجوائز و الإنجازات | الجوائز و الإنجازات                                                | الجوائز و الإنجازات |
| ------------------- | ------------------------------------------------------------------ | ------------------- |
| سبقه راندي كوتور    | بطل يو إف سي لوزن خفيف الثقيل الرابع 31 يناير 2004 – 21 أغسطس 2004 | تبعه راندي كوتور    |
| سبقه دون فراي       | بطولة يو إف سي للوزن الثقيل (يو إف سي 12) 7 February 1997          | تبعه راندي كوتور    |